# Vörösfoltos bodobács
A vörösfoltos bodobács vagy lovagbodobács (Lygaeus equestris) a rovarok (Insecta) osztályának félfedelesszárnyúak (Hemiptera) rendjébe, ezen belül a poloskák (Heteroptera) alrendjébe és a bodobácsok (Lygaeidae) családjába tartozó faj.

## Előfordulása
A vörösfoltos bodobács elsősorban melegebb éghajlatú területeken honos. A következő európai országokban található meg: Albánia, Ausztria, Belgium, Bosznia-Hercegovina, Bulgária, Horvátország, Csehország, Dánia, Finnország, Franciaország, Németország, Gibraltár, Görögország, Magyarország, Olaszország, Montenegró, Észak-Macedónia, Lengyelország, Portugália, Románia, Oroszország, Szerbia, Szlovákia, Szlovénia, Spanyolország, Svédország és Svájc.

## Megjelenése
A vörösfoltos bodobács 1-1,2 centiméter hosszú. Igen feltűnő, vörös-fekete rajzolatú poloska, tökéletesen kifejlődött szárnyakkal és hosszú, erőteljes lábakkal. Megjelenésében és viselkedésében a gyilkospoloskához (Rhinocoris iracundus) hasonlít, azonban a bodobácsok (Lygaeidae) családjába tartozik, amelyből Európában több mint 100 faj él. A vörösfoltos bodobács ismertetői: feje vörös és fekete, az előhát vörös, elülső és hátulsó szegélye fekete rajzolatú, a hártyán kerek fehér folt található. A Magyarországon szintén elterjedt verőköltő bodobácstól (Pyrrhocoris apterus) könnyen megkülönböztethető ezzel a folttal.

## Életmódja
A vörösfoltos bodobács élőhelye a száraz gyepek, de napfényes erdőkben, cserjésekben és gyomtársulásokban is előfordul. Gyakran tartózkodik a méreggyilkon (Vincetoxicum), de más mérgező növényen is megtaláljuk. A rovar növényi nedvekkel táplálkozik.

## Szaporodása
Az állat különféle hangokat ad, melyek azonban olyan gyengék, hogy az ember alig hallja meg. „Énekét” udvarláskor adja elő, és így rokon fajokkal való téves párosodásokra nem kerülhet sor.